# Fontaine-et-Salmonville
Pour les articles homonymes, voir Fontaine.
Ancienne commune de la Seine-Maritime, la commune de Fontaine-et-Salmonville a existé au début du XIXe siècle jusqu'en 1826. Elle a été créée avant 1820 par la fusion des communes de Fontaine-Châtel et de Salmonville-la-Rivière. En 1826 elle a été rattachée à la commune de Saint-Germain-des-Essourts.